# 高岡奏輔
高岡奏輔（1982年2月8日—），日本男演員，東京都出生。2006年2月加入星塵傳播後使用藝名高岡蒼甫，2013年12月將藝名改為高岡奏輔。現為日本音樂娛樂旗下藝人。

## 略歷
- 1999年以電視劇《天國的Kiss》出道。
- 在電影《大逃殺》中的杉村弘樹一角嶄露鋒芒最為人所知，其後的作品常常扮演具有邊緣性人格或暴力傾向青年的角色，例如《藍色青春》（青い春）與改編自日本社會案件的《水泥》（コンクリート）等等。
- 2005年以電影《パッチギ!》獲得日本第20回高崎電影節的最佳新人獎。
- 2006年以電影《春之雪》獲得日本藍絲帶獎最佳男配角提名。
- 2011年7月23日，在其推特帳號發反韓文，批評富士電視台推動韓流是幫韓國對日本人洗腦，引發爭議。2011年7月28日，被所屬經紀公司星塵傳播解雇。
- 2011年12月，藝名改為高岡蒼佑。
- 2013年12月11日，在其推特帳號宣布，藝名改為高岡奏輔。

## 個人生活
- 2007年，與認識七年、交往五年多的日本女演員宮崎葵結婚；兩人於2011年12月離婚。

## 主要作品

### 電影
- NINE　9（2000年）
- 大逃殺Ｉ ／杉村弘樹(男生11號) （2000年）
- アカシアの道（2001年）
- RED SHADOW 赤影（2001年）
- 藍色青春（2002年）
- 黄昏流星群（2002年）
- blue（2003年）
- 紀雄の部屋（2004年）
- SPIRIT（2004年）
- 水泥（2004年）
- 鐵人28號（2005年）
- パッチギ!无敌青春（2005年）
- 春之雪（2005年）
- 風味絕佳（2006年）
- 明天之我製作法（2007年）
- [熱血高校クローズ] （2007年）
- 青空のルーレット（2007年）
- GSワンダーランド（2008年）
- [熱血高校クローズII] （2009年4月）
- ROOKIES－卒業－（2009年5月30日）
- 让我告诉你(2009，园子温导演)
- 最后的座头市(2010)饰天道虎治
- 十三刺客（2010年）饰日置八十吉
- 三角(2011)
- 我們的存在 (2012年)
- Route42 （页面存档备份，存于） (2013) 导演：濑木直贵 - 饰演：伊藤龙也
- 千年的愉乐（2013年3月9日、导演：若松孝二）- 饰演：田口三好
- 流し屋 铁平 (2015-3月-13日、导演：榊英雄) - 饰演：景浦光太

### 電視劇
- 天國的Kiss（1999年、朝日電視台）
- 太陽的季節（2002年、TBS）
- 人間的証明（2004年、毎日放送/TBS）
- 虎與龍（2005年、TBS）
- 大奧（2006年、CX）
- 東京鐵塔（2007年、CX）
- 抹布女孩（2007年10月、朝日電視台）
- 交涉人1（2008年、朝日電視台）
- ROOKIES（2008年、TBS）
- 時尚女王（2008年、CX）
- 親父の一番長い日（2009年、CX）
- 交涉人2 (2009年10月、朝日EX)
- 婚前特急——人生果然是从21岁开始
- Party终了 （页面存档备份，存于） (2011年2月、BeeTV)
- 食之軍師（2015年、TOKYO MX）

### 舞台剧
- 2011 金阁寺
- 2014.11 我们的深夜高速 剧场：草月ホール
- 2015 Ｋ.テンペスト 暴风雨 剧场：まつもと市民芸術館　特設劇場
- 2015年1/28~2/8 恶 地点：新宿　紀伊國屋ホール
- 2015年9/20-9/26 シビウ国際演劇祭正式招待作品『スカパン』凱旋公演

## 出版物
散文寫真書「はじめまして、こんにちは。」高岡蒼甫 著

## 獎項
- 2005年第20回高崎電影節最佳新人獎（《パッチギ!》）
- 2010年第20回日本電影專業大獎（日语：日本映画プロフェッショナル大賞） 最佳男主角（《さんかく》）

## 外部連結
- 高岡奏輔在互联网电影资料库（IMDb）上的資料（英文）